# Gregorio Casal
José de Jesús Casillas Rábago, bardziej znany jako Gregorio Casal (ur. 13 lipca 1935 w San Miguel el Alto, zm. 25 kwietnia 2018 w Tepatitlán de Morelos) – meksykański aktor teatralny, telewizyjny i filmowy.

## Wybrana filmografia
- 1968: Los caudillos
- 1968: Por mis pistolas
- 1969: De turno con la angustia
- 1970: Chanoc en las garras de las fieras
- 1970: Muera Zapata... Viva Zapata
- 1971: Tu camino y el mío
- 1972: La señora joven
- 1972: Chanoc contra el tigre y el vampiro
- 1975: El llanto de la tortuga
- 1975: Pobre Clara
- 1980: La pachanga
- 1983: Amalia Batista
- 1984: Principessa
- 1985: Vivir un poco
- 1986: Cicatrices del alma
- 1987: Venganza policiaca
- 1989: Me llaman violencia
- 1995: El gatillero de la mafia
- 1999: El profeta
- 1999: Siete millones
- 2002: Pa’ morir nacimos